# Zygoballus suavis
Zygoballus suavis là một loài nhện trong họ Salticidae.
Loài này thuộc chi Zygoballus. Zygoballus suavis được Elizabeth Maria Gifford Peckham & George William Peckham miêu tả năm 1895.